# کن اورورکی
کن اورورکی (انگلیسی: Ken O'Rourke؛ زادهٔ ۸ دسامبر ۱۹۴۹) بازیکن فوتبال اهل بریتانیا است.
از باشگاه‌هایی که در آن بازی کرده‌است می‌توان به باشگاه فوتبال آرسنال، باشگاه فوتبال بدفورد تاون، باشگاه فوتبال لیتون اورینت، باشگاه فوتبال کولچستر یونایتد، و باشگاه فوتبال متروپولیتان پلیس اشاره کرد.